# クイズ!早くイッてよ
『クイズ!早くイッてよ』（クイズ はやくイッてよ）は、フジテレビ系列局ほかで放送されていた視聴者参加型のクイズ番組である。フジテレビと千代田企画の共同制作。制作局のフジテレビでは1989年5月28日から1992年9月27日まで、毎週日曜 22:00 - 22:30 （日本標準時）に放送。
司会は関根勤。初代アシスタントは田中美佐子。2代目アシスタントは新名彩子が務めた。

## 概要
関根勤が司会を務めたクイズ番組である。
クイズは15秒という時間制限内にボキャブラリーや咄嗟のひらめきが求められた。
関根の「○○さん！早くイッてよ！」の台詞が名物だった。
最終回1回前の放送ではルー大柴が司会を務め、本来司会の関根が問題に答えるという方式で行われた。最終回では、過去の放送からの名場面集が放送された。

## 基本ルール
- 出場者は毎回ペア3組で、「一般男性ペア」「一般女性ペア」「タレントペア（男女混成あり）」となっている。2組のペアの対戦方式で行い、1回戦は一般男性ペアと一般女性ペア、2回戦は1回戦の勝者とタレントチームが対戦する。
- 先攻後攻を決め、後攻チームは目隠しのついた特殊ヘッドホンで視界と音声を遮られる。先攻チームは「A・星、B・昼休み」というように提示された2つのテーマからひとつを選択。各テーマには、答えとなる番組が用意したテーマから連想される言葉が10個設定されており、セット正面上部にある2×5に配置された10面テレビモニターに隠されている。隠される言葉はすぐに思いつくものから、二重三重にひねったものまで設定されており、容易にはパーフェクトが出ない難易度になっている。
  - 放送第1回の第1問で出題されたテーマ「横浜」を例に取ると、隠された言葉は「山下公園」「マリンタワー」「中華街」「港」「大洋（横浜大洋ホエールズ）」「神奈川県」「外人墓地」「博覧会」「豪華船」「赤い靴」の10個だった。
  - ひねった答えの例としては、テーマが「川嶋紀子」の時に「テレビがない」と文章になっている答えや、テーマが「海老」の時に「…一染之助・染太郎」、テーマが「千葉」の時に「真一」と固有名詞になる答え、テーマが「玉」の時に「手箱」と一見すると意味不明な答えなどがあった。
- まず先攻チームの1人目が、関根の「○○さん！××（テーマ名）、早くイッてよ！」のコール後、制限時間15秒でテーマから連想する言葉を思いつく限り口頭で解答。隠された言葉を当てる（またはほぼ当たっていると判定される）とチャイムが鳴り、モニターにその言葉が表示される。開けた答え1つにつき1点加算される。2人目も同じ要領で解答する。
  - 番組末期では、解答前に指差し棒で任意のモニターを「ラッキーポイント」として指定する。このモニターには電飾が灯り、開けると3点加算される。
  - 正解判定はやや甘めであった。例えばテーマが「新婚」、設定した答えに「ハネムーン」があった場合、解答者が日本語で「新婚旅行」と答えても同等として正解となる。またテーマが「自動車教習所」で、設定した答えに「送迎バス」があった場合、「送迎」を抜いた「バス」と答えても正解扱いになった。
  - ただし時間切れの判定は厳しく、解答者に与えられた15秒間をわずかでも過ぎたあとで発した言葉は、正解であったとしても認められない。時間切れ寸前に答えはじめ、答えている間に時間切れとなった場合は認められる。
  - 答えを全部開けるとパーフェクトとなり、パネルの点数10点(末期はラッキーポイント込みで12点)＋ボーナス10点で20点(末期は22点)獲得。放送時にはテロップで「たいへんおそれいりました」と表示される。
- 先攻チームの2人の解答が終わると、残りの答えのモニターを全て表示して内容を確認。この時、追加の正解判定がされる事がある。その後、モニターの答えをすべて伏せる。
  - 追加で正解判定された例として、テーマが「ポケット」で、設定された答えに「マネー」があった場合、解答者が「小銭」と答え、解答表示後に解答者が小銭とマネーは同じと抗議して正解と認められた。またテーマが「カレーライス」で、設定された答えに「レトルト」があった場合、解答者が何種類かのレトルトカレーの商品名を答えていたため正解と認められた。
- モニターを伏せた後、後攻チームのヘッドホンが外され、先攻チームが開けられなかった答えがモニターに出される。後攻チームは、その言葉から先攻チームが挑戦したテーマを当てる。1人1個ずつ解答でき、どちらかが正解すると「カウンター」として6点が加算される。ただし先攻チームがパーフェクトの場合、後攻チームの解答はない。
  - 初期は惜しい答えの場合は、オマケの3点が加算された。
- 終了後は先攻と後攻が入れ替わって同じルールで行い、合計点数の高いチームが2回戦進出、負けチームは退場する。エンディングでは途中退場したチームも再登場していた。
  - 同点の場合は、両チームの代表者による「古今東西ゲーム」で決着をつける。例えば「日本の都道府県は？」というお題に交互に答え、誤答・時間切れ・既出の答えを言うとブザーが鳴り負けになる。
- 2回戦も1回戦と同じルールで行い、勝利チームがチャンピオンゲームの挑戦権を得る。タレントチームが負けた場合は応援のために残るが、一般チームが負けた場合は退場。
- なお勝敗に関わらず、獲得点数1点につき5,000円の賞金が贈られる。2回戦進出チームは1回戦の賞金とあわせて獲得できる。
- 春、夏、冬休みに行われていた高校生大会では、高校生の出場者には賞金の代わりに獲得賞金分の図書券が贈られた。

## チャンピオンゲーム
- テーマから連想される10個の言葉が設定されるところまでは今までと同じだが、チームの1人目の解答者が答える時間は10秒間しかない上、正誤判定は厳しく、一字一句合っていないと正解にはならない。しかも、テーマの言葉を付けないで答えなくてはならない。
  - 例えばテーマが「風船」で、「紙」が答えにある場合、「紙風船」と答えてしまうと正解にはならない｡
  - 番組初期は制限時間は15秒、通常のゲームと同じ基準で正誤判定していたため、同義語と認められれば正解の言葉と完全に一致していなくても司会の関根の裁量で正解扱いとなった。
- 2人目の解答者の制限時間は1人目が当てた答え1つにつき1秒。従って1人目が1つも答えを当てられなかった場合は、時間切れのゴングがなった時点で即失格となる。
- 2人目は制限時間内に1つでも答えを開けられれば成功となる。制限時間が過ぎ、時間切れのゴングが鳴った時点で即失格となる。2人目の解答時にはスタジオの照明を暗くし、解答者にだけスポットライトが当たる。
  - 1人目の解答は大体2、3個位の正解で止めるのが理想とされた。多く開けると秒数は増えるが、その分残りの答えが少なくなり、結果的に2人目の解答が出しにくくなって失敗する恐れが出るためである。
- 成功した場合は、ペアで行く海外旅行獲得となる。行き先はシンガポールやニューカレドニア、マイトン島など。
- 失敗した場合は残念賞として、A、B、Cと用意された3種類の週替わりの賞品のうち2つを貰える。残りのひとつは観覧者へ抽選で贈られる。
  - Bの賞品は複数のグッズを1セットとして用意されていたことが多く、番組後期では番組特製テレホンカード30枚か、番組のエンディングのCD30枚かのどちらかとなっていた。
  - ルール説明時に関根は「この賞品はあくまで残念賞である」と紹介しており、チャンピオンゲームに成功した場合は3つとも観覧者のものとなる。
- 番組末期ではチャンピオンゲームのテーマはひとつに固定され、「○○のベスト10」「名前に“チャン”のつく有名人」「ダスティン・ホフマンの主演映画」「冬眠する動物」といった連想よりは知識を求められるテーマが多くなった。

## ネット局
| 放送対象地域   | 放送局                    | 系列                                            | 放送日時                                | 放送体制                | 備考                          |
| -------------- | ------------------------- | ----------------------------------------------- | --------------------------------------- | ----------------------- | ----------------------------- |
| 関東広域圏     | フジテレビ（CX）          | フジテレビ系列                                  | 日曜 22:00 - 22:30                      | 同時ネット              | 制作局                        |
| 北海道         | 北海道文化放送（UHB）     | フジテレビ系列                                  | 日曜 22:00 - 22:30                      | 同時ネット              |                               |
| 秋田県         | 秋田テレビ（AKT）         | フジテレビ系列                                  | 日曜 22:00 - 22:30                      | 同時ネット              |                               |
| 岩手県         | 岩手めんこいテレビ（MIT） | フジテレビ系列                                  | 日曜 22:00 - 22:30                      | 同時ネット              | 1991年4月の開局からネット開始 |
| 宮城県         | 仙台放送（OX）            | フジテレビ系列                                  | 日曜 22:00 - 22:30                      | 同時ネット              |                               |
| 福島県         | 福島テレビ（FTV）         | フジテレビ系列                                  | 日曜 22:00 - 22:30                      | 同時ネット              |                               |
| 新潟県         | 新潟総合テレビ（NST）     | フジテレビ系列                                  | 日曜 22:00 - 22:30                      | 同時ネット              |                               |
| 長野県         | 長野放送（NBS）           | フジテレビ系列                                  | 日曜 22:00 - 22:30                      | 同時ネット              |                               |
| 静岡県         | テレビ静岡（SUT）         | フジテレビ系列                                  | 日曜 22:00 - 22:30                      | 同時ネット              |                               |
| 富山県         | 富山テレビ（T34）         | フジテレビ系列                                  | 日曜 22:00 - 22:30                      | 同時ネット              |                               |
| 石川県         | 石川テレビ（ITC）         | フジテレビ系列                                  | 日曜 22:00 - 22:30                      | 同時ネット              |                               |
| 福井県         | 福井テレビ（FTB）         | フジテレビ系列                                  | 日曜 22:00 - 22:30                      | 同時ネット              |                               |
| 中京広域圏     | 東海テレビ（THK）         | フジテレビ系列                                  | 日曜 22:00 - 22:30                      | 同時ネット              |                               |
| 関西広域圏     | 関西テレビ（KTV）         | フジテレビ系列                                  | 日曜 22:00 - 22:30                      | 同時ネット              |                               |
| 鳥取県・島根県 | 山陰中央テレビ（TSK）     | フジテレビ系列                                  | 日曜 22:00 - 22:30                      | 同時ネット              |                               |
| 岡山県・香川県 | 岡山放送（OHK）           | フジテレビ系列                                  | 日曜 22:00 - 22:30                      | 同時ネット              |                               |
| 広島県         | テレビ新広島（TSS）       | フジテレビ系列                                  | 日曜 22:00 - 22:30                      | 同時ネット              |                               |
| 愛媛県         | テレビ愛媛（EBC）         | フジテレビ系列                                  | 日曜 22:00 - 22:30                      | 同時ネット              |                               |
| 福岡県         | テレビ西日本（TNC）       | フジテレビ系列                                  | 日曜 22:00 - 22:30                      | 同時ネット              |                               |
| 佐賀県         | サガテレビ（STS）         | フジテレビ系列                                  | 日曜 22:00 - 22:30                      | 同時ネット              |                               |
| 長崎県         | テレビ長崎（KTN）         | フジテレビ系列・日本テレビ系列 ↓ フジテレビ系列 | 月曜 19:30 - 20:00 ↓ 日曜 22:00 - 22:30 | 遅れネット ↓ 同時ネット | 1990年10月よりフルネット化    |
| 熊本県         | テレビ熊本（TKU）         | フジテレビ系列・テレビ朝日系列 ↓ フジテレビ系列 | 日曜午後 ↓ 日曜 22:00 - 22:30           | 遅れネット ↓ 同時ネット | 1989年10月よりフルネット化    |
| 鹿児島県       | 鹿児島テレビ（KTS）       | フジテレビ系列・日本テレビ系列                  | 日曜 22:00 - 22:30                      | 同時ネット              |                               |
| 沖縄県         | 沖縄テレビ（OTV）         | フジテレビ系列                                  | 日曜 22:00 - 22:30                      | 同時ネット              |                               |
| 大分県         | テレビ大分（TOS）         | フジテレビ系列・日本テレビ系列・テレビ朝日系列  | 日曜 22:30 - 23:00                      | 遅れネット              |                               |
| 宮崎県         | テレビ宮崎（UMK）         | フジテレビ系列・日本テレビ系列・テレビ朝日系列  | 月曜 19:00 - 19:30                      | 遅れネット              |                               |
| 青森県         | 青森テレビ（ATV）         | TBS系列                                         | 日曜 17:00 - 17:30                      | 遅れネット              |                               |
| 徳島県         | 四国放送（JRT）           | 日本テレビ系列                                  | 日曜 12:00 - 12:30                      | 遅れネット              | 不定期放送                    |
| 高知県         | 高知放送（RKC）           | 日本テレビ系列                                  | 土曜 23:00 - 23:30                      | 遅れネット              | 不定期放送                    |

### ネット局に関して
- フジテレビ系列フルネット局で全国ネット（ただし当時フジ系列フルネット局だった山形テレビは『オシャレ30・30』（日本テレビ）を同時ネット）。放送途中の1991年に岩手めんこいテレビが開局している。岩手県では、前番組を時差ネットしていたテレビ岩手が途中で打ち切って以来、当該放送枠のネットが途絶えていたが、めんこいテレビの開局でネットが再開された（事実上の同時ネット移行）。
- 当時九州地区の日本テレビ系・フジテレビ系クロスネット局の中で、この番組を初回から最終回まで同時ネットしていたのは鹿児島テレビ (KTS) だけである。
- 『アイ・アイゲーム』（1981年10月 - ） → 『TVプレイバック』に続いて、月曜19時30分から時差ネットが組まれていたテレビ長崎 (KTN) では、フジテレビ系フルネット局への移行に伴い、1990年10月7日から同時ネットへ移行した。
- その他のクロスネット局のテレビ大分 (TOS) では日曜22時30分から、テレビ宮崎 (UMK) では月曜19時からのいずれも時差ネットが組まれていた（番組開始から終了まで）。
- ちなみに本番組の放送当時、テレビ大分は日曜22時台に同時ネットの『オシャレ30・30』（日本テレビ）と時差ネットの本番組、鹿児島テレビは日曜22時台に同時ネットの本番組と時差ネットの『オシャレ30・30』と、それぞれ正反対の編成を組んでいた。
- また、同じく九州地区のフジテレビ系・テレビ朝日系クロスネット局のテレビ熊本 (TKU) ではこの時間帯が『日曜洋画劇場』（テレビ朝日）同時ネットのため、日曜午後からの時差ネットが組まれていたが、フジテレビ系フルネット局への移行に伴い、1989年10月1日に同時ネットへ移行した。
- 1992年9月27日をもってTOSでのフジテレビ系日曜22時台前半番組の遅れネット枠は撤廃され、1992年10月以降の当該時間帯（日曜 22:30 - 23:00）は『ねるとん紅鯨団』（関西テレビ）が深夜番組枠から移動の上、同番組の時差ネット枠に切り替えられた。なお、TOSの本番組終了枠の後継番組『新伍&紳助のあぶない話』は、そのまま深夜番組枠での時差ネットが継続された。
- なお、フジ系列局以外では青森テレビ (ATV) で主に日曜夕方5時から、四国放送 (JRT) で主に日曜正午から、高知放送 (RKC) で主に土曜夜11時台からの時差ネットが組まれていた。JRTとRKCでは不定期放送。

## 備考
- 当番組のクイズの内容は、カナダで放送されていた『Talk About』という番組が元になっている(英語版記事)。当番組とのルールが違う点として、解答時間が20秒であること、後攻のカウンター成功はその問題の先攻の獲得点数を奪えること、問題を繰り返して合計15点を獲得したペアが勝利すること、勝利ペアは敗れるか5連勝するまで出場できること、チャンピオンゲームの成功で賞金2000カナダドルが獲得できることなどがあった。
- 初期の解答モニターは、通常は正解は青バックに前半が緑枠、後半が赤枠の中に白文字で表記され、開かなかった答えは緑枠、赤枠無し、チャンピオンゲームは正解は赤バックで、青枠の中に白文字で表記され、開かなかった答えは青枠無しだったが、後に通常でもチャンピオンゲームの表示に統一された。ちなみに答えを伏せている状態は青バックに白い「？」である。
- また、初期のタイトル選択表示は、縦書きで手で垂れ幕を持っているように表示されたが、後に単純に枠の中に横書きで表示される様になった。
- アシスタントとは別に、初期から中期には「テキーラ」（チャック・リオ作曲）に乗せて踊りながら登場する「イッてよシスターズ」なるバニーガールが3人いた。オープニングで、観客に抽選でプレゼント（記念品?）をしたり、客いじりの一言ネタを言ったりした。正体は、関根が主宰する「カンコンキンシアター」に当時在籍していた女優たち（小路川明子、早瀬千里、松井政美）で、1990年当時の『週刊プレイボーイ』にもグラビアが掲載されていた。一言ネタによる観客いじりはカンコンキンシアター内でも実施されている。
- 初代アシスタントの田中美佐子が、上下スーツの衣装で出演した際、パンツを後ろ前反対に履いてカメラの前に立っていたことがあり、そのことを番組の収録中に本人が大笑いしながら暴露した。その様子は収録番組であるにもかかわらず、カットされることなくオンエアされた。また、番組1回目には田中が10秒間答えられるルールがあったが（2回戦でタレントチームとの対戦の際、一般解答者に与えられたハンデ）、2人目が解答を終えた直後、スタッフの凡ミスで残りのパネルが開いてしまい、田中の解答はなかった。
- 広澤克実がヤクルトスワローズに在籍した当時、視聴者枠で出場した経験がある。また、同じくヤクルトの池山隆寛と内藤尚行がやはり視聴者枠で出場、その際パーフェクトを出す。
- 前番組の『TVプレイバック』元レギュラーの石田純一と向井亜紀が揃ってゲスト解答者として出演したことがある。出題前に向井は「この時間、何か覚えがあるなぁ…」とコメントしていた。
- 後に九州朝日放送アナウンサーを務めた草柳悟堂も学生時代に出場したことがある。ちなみに同局のアナウンス部長は、司会の関根の大学時代の後輩にあたる富田薫。また、後にニッポン放送を経て現在フリーアナウンサーの垣花正も出場経験がある。
- パーフェクトは数回達成されているが、全部答えられなかった「逆パーフェクト」が出たことも一度だけあった。
- 番組初期では、後攻チームはヘッドホンをつけるだけで目隠しは一切行っていなかった。しかし、対戦者の口の動きで答えが予想できる事態が発生したため、すぐに目隠しもすることになった。
- 音を遮るためにかけたヘッドホンから流れる曲の選曲について、好意的なコメントをする解答者（主にゲスト解答者）が多かった。
- 対戦の時に提示される2つのテーマのうち、解答者に選ばれなかった方のテーマは後の回で再び登場することがある。中には、過去に二度提示されながら、ともに選ばれなかったテーマがある（「ひまわり」「留学」「テント」「タバコ」など）。また、一度解答者に選ばれたテーマは基本的に二度と使われなかったが、同じテーマが二度提示されて選ばれたこともある（「とんかつ」「ブラジル」「カレーライス」「タオル」など。用意された10問の正解は一回目と二回目とでは若干異なる）。
- 初期のオープニングはセクシーな女性の声で「早くー、早くー」と繰り返した後、タイトルコールするものだった。末期ではセクシーな声は無く、関根の百面相の映像の後、関根によるタイトルコールが行なわれた。
- CM明けは、関根の物まねから入るのが恒例だった。
- 『さんまのまんま』に関根が得意の千葉真一の物まねと扮装でゲスト出演した際 (1990年)、明石家さんまから「クイズ!早くイッてよの司会、その感じでやってもらえないか?」とお願いされ関根は「あなたがゲストで来てくれればやりましょう!」と約束をし、後日関根が千葉真一の物まねで司会をし、さんまが鈴木亜久里の扮装でゲスト出演した (喋ると似てないと弁解した)。
- チャンピオンゲームでテーマが「UFO」だった時、1人目の解答後、関根は誤って「UFO…円盤ですね！」と残りのパネルの答えを言ってしまったことがある。最終的には別のパネルの答えを言ってクリアとなった。
- この番組を含め、日曜22時台の「千代田企画担当枠」は、当時新宿区河田町にあったフジテレビ本社ではなく、千代田区に現存する千代田ビデオスタジオ（科学技術館内）で収録されていた[2]。
- 本番組終了後、「千代田企画担当枠」は全国ネット制作から外れたものの、同じクイズ番組の『関根&ルーの!クイズサクセス』を経て、2015年現在『おそく起きた朝は…』（現・はやく起きた朝は…）に引き継がれている|。
- 本番組終了後、日曜22時台前半のフジテレビ単独制作番組は、2001年4月8日に『堂本兄弟』がスタートするまで9年途絶えた。
- 司会の関根は1995年夏頃に、同じくフジテレビの深夜特番で『TRUSHクイズ!早く捨ててよ』の司会も務めた。番組タイトルは当番組と似ているが、クイズのルール内容は全く違う番組だった（カードゲームのUNOの内容を利用）。また番組制作は千代田企画ではなくクリエイティブオフィスなびが担当した。

## データ
- 応募総数：32652通
- 出場者（一般参加者）：316組
- 海外旅行獲得成績
  - 男性チーム：38組
  - 女性チーム：35組
  - タレントチーム：28組

## スタッフ
- 企画編成：中尾嘉伸（フジテレビ・前期）→ 石原隆（フジテレビ・後期）
- 構成：河野洋、鈴木しゅんじ、飯田まち子、川崎良
- 音楽：斉藤剛
- 技術：鈴木孝
- カメラ：佐藤光則
- 映像調整：水脇学
- 音声：中村正己
- 照明：松尾好則
- VTR：水村磨
- セットデザイン：馬場文衛（フジテレビ）
- 美術進行：大野良昭
- 大道具：桜井正浩
- 電飾：石崎定義
- メーク：藤崎洋子
- タイトル：金田全央
- 音響効果：小堀叡智
- TK：山崎朝子
- ディレクター：林良三、鈴木高行、杉本修三
- プロデューサー：常田久仁子
- 技術協力：千代田ビデオ
- 制作：フジテレビ、千代田企画